# كينتارو يوشيدا
كينتارو يوشيدا (باليابانية: 吉田 賢太郎) (5 أكتوبر 1980 في فوكوكا في اليابان – )؛ هو لاعب كرة قدم ياباني سابق كان يلعب كمهاجم.

## وصلات خارجية
- كينتارو يوشيدا على موقع رابطة كرة القدم اليابانية للمحترفين (اليابانية)
- كينتارو يوشيدا على موقع قاعدة بيانات كرة القدم.إي يو (الإنجليزية)
- كينتارو يوشيدا على موقع عالم كرة القدم.نت (الإنجليزية)